# جيم زورن
جيم زورن (بالإنجليزية: Jim Zorn)‏ هو لاعب كرة القدم الكندية أمريكي، ولد في 10 مايو 1953 في ويتير في الولايات المتحدة.

## وصلات خارجية
- جيم زورن على موقع مرجع كرة القدم المحترفة.كوم (الإنجليزية)
- جيم زورن على موقع إن إن دي بي (الإنجليزية)